# CasaPound
CasaPound Italia (CPI) o, semplicemente, CasaPound (CP), è un movimento politico di estrema destra e di matrice neofascista, nonché populista.
Fu costituito nel giugno 2008 come associazione di promozione sociale in continuità con l'occupazione abusiva di uno stabile avvenuta il 26 dicembre 2003 nel rione Esquilino di Roma e la nascita di CasaPound, primo centro sociale di ispirazione fascista. Ulteriori occupazioni, mobilitazioni e iniziative, originariamente limitate a Roma e successivamente estese su tutto il territorio nazionale, connotarono presto CasaPound come un vero e proprio movimento politico e in seguito come partito fino al 26 giugno 2019, data in cui il presidente Gianluca Iannone decretava conclusa l'esperienza politica di CasaPound come partito, ritornando ad essere un movimento che non si presenta più alle competizioni elettorali.

## Storia

### Le origini
La prima occupazione abusiva fatta utilizzando il nome CasaPound, fu quella del 26 dicembre 2003 a Roma da parte di un gruppo di giovani facente riferimento all'area ONC/OSA (acronimo di "Occupazioni Non Conformi e Occupazioni a Scopo Abitativo") e provenienti dall'esperienza precedente di CasaMontag alle porte di Roma. L'edificio, un ex-palazzo governativo al n. 8 di via Napoleone III, è diventato in seguito la sede nazionale del movimento e dell'associazione CasaPound Italia. Nel 2010 vivevano a CasaPound 23 famiglie per un totale di 82 persone.
Nei due anni successivi alla sua prima azione, CasaPound moltiplicò le occupazioni abusive a Roma: le autorità risposero in molti casi con sgomberi.
Nel 2006 CasaPound si dotò di una propria organizzazione studentesca, denominata Blocco Studentesco, inoltre decise di entrare nel partito Movimento Sociale Fiamma Tricolore. Il periodo è contraddistinto da azioni dimostrative, come l'assalto alla "bolla" del programma televisivo Grande Fratello nel 2008 a Roma, insieme con altre occupazioni di edifici. Nel 2008, per protesta contro la mancata organizzazione di un congresso nazionale, CasaPound occupò la sede centrale romana della Fiamma Tricolore, venendone espulsa.
Il centro sociale ha un suo gruppo musicale di riferimento, gli Zetazeroalfa, fondato da Iannone, una compagnia teatrale (Teatro non conforme F. T. Marinetti) e una web radio (Radiobandieranera).

### Attività politica
A partire dalle elezioni amministrative 2011 CasaPound ha presentato propri candidati alle elezioni locali in liste civiche o di centro-destra riuscendo a far eleggere alcuni suoi rappresentanti. Dalle elezioni 2013 invece decide di presentarsi ufficialmente con una propria lista autonoma sia in ambito nazionale sia amministrativo.
Alle Elezioni Europee 2014 CasaPound sostenne l'elezione nella Circoscrizione Italia centrale del leghista Mario Borghezio. Da questo risultato nasce una collaborazione con la Lega Nord. Il rapporto fu successivamente interrotto per divergenze politiche dovute al riavvicinamento del leader leghista alla coalizione di centrodestra.
Nel maggio del 2015, è stato eletto per il consiglio comunale di Bolzano, Andrea Bonazza con un totale di 309 voti e il 2,4% delle preferenze, primo consigliere eletto in Italia appartenente a CasaPound. Nuovamente a Bolzano, l'8 maggio 2016, CasaPound guadagna oltre il 6% di preferenze alle elezioni comunali facendo passare i propri consiglieri comunali da uno a tre. In quello stesso periodo CasaPound aprì la possibilità ad una collaborazione con la giunta comunale del Partito Democratico dopo l'apertura offerta dal primo cittadino neoeletto di centro-sinistra Renzo Caramaschi. Nel novembre del 2015 CasaPound avrebbe avuto l'offerta di entrare in alleanza con la Lega Nord di Matteo Salvini e con Fratelli d'Italia di Giorgia Meloni la quale sarebbe stata sancita in occasione di una manifestazione comune da tenersi in piazza Maggiore a Bologna per l'8 di quello stesso mese, ma all'ultimo un riavvicinamento di Silvio Berlusconi e Forza Italia alle altre forze del centrodestra in vista della manifestazione portò CasaPound ad abbandonare l'iniziativa. Successivamente CasaPound avrebbero avuto un breve riavvicinamento col leader della Lega Nord affermando che ci sarebbe stato un supporto solo nell'eventualità di un governo guidato da Salvini atto a far uscire l'Italia dall'Euro e dall'Unione Europea.
In occasione delle elezioni comunali di Roma del 2016, Di Stefano si candidò alla carica di sindaco, ricevendo l'1,18% di consensi. Durante il discorso di presentazione del programma, dichiarò che in meno di dieci anni CasaPound sarebbe arrivata al governo.
Il 26 giugno 2019 il presidente Gianluca Iannone decreta la fine dell'esperienza politica di CasaPound, che torna ad essere un movimento politico non elettorale.
Il movimento comunque ha avuto, seppur per brevissimo tempo, due sindaci nei comuni di Trenzano (Andrea Bianchi, eletto nel 2013 con la lista civica "Azione Civica", passato a CasaPound nel 2017) fino al 2018, scadenza naturale del mandato, e a San Pio delle Camere (Pio Feneziani, eletto nel 2014 con la lista civica "Basta Declino", passato a CasaPound nel 2018) fino al 2019, ma che poi aderì alla Lega.
Il 1 febbraio 2022, Simone Di Stefano si dimette dal ruolo di vice-presidente e lascia l'organizzazione.
Nello stesso anno, CasaPound stringe un accordo con Italexit per presentare alcuni dei propri esponenti nelle sue liste, tra i quali Carlotta Chiaraluce come capolista nel Lazio.
Questa decisione porta gli ex-5stelle di Alternativa a rompere l'accordo precedentemente siglato con Italexit.
Secondo il giornale online Fanpage, ad aver fatto da ponte tra il partito di Paragone e CasaPound è stato il senatore William De Vecchis, eletto nel 2018 nelle liste della Lega.

### Il Primato Nazionale
Nell'ottobre 2013 viene lanciato Il Primato Nazionale - Quotidiano Sovranista, giornale online legato al movimento. Il direttore responsabile è Adriano Scianca, responsabile nazionale della cultura in CasaPound che è anche redattore de La Verità, collaboratore di Libero e Il Foglio ed è stato anche nella redazione del Secolo d'Italia.
Successivamente, il 1º ottobre 2017 inizia ad essere pubblicata anche una edizione cartacea denominata Il Primato Nazionale - Periodico Sovranista che consiste in una rivista mensile di 66 pagine. In seguito, le pagine saranno portate a 100 a partire dalla sesta pubblicazione, l'8 marzo 2018.
Al 3 novembre 2022 sospende l'uscita nelle edicole dichiarando la difficoltà a far fronte ad aumenti dei prezzi nell'ambito del settore cartaceo. La rivista viene resa disponibile solo tramite abbonamento oppure reperibile online sul sito ufficiale nonché reperibile anche in alcune librerie militanti.
Il 22 maggio 2023 dopo 67 uscite viene stampato l'ultimo mensile cartaceo, infatti a partire dal mese successivo l'attività giornalistica della rivista prosegue esclusivamente online tramite sito ufficiale e pagine social.

## Rapporti internazionali
Casapound dialoga a livello internazionale con diverse organizzazioni di estrema destra europee e mondiali. In Ucraina ha rapporti con il partito neonazista Pravyj Sektor, con l'organizzazione militare neonazista del Battaglione Azov, con l'organizzazione neonazista internazionale Misanthropic Division, e con l'organizzazione paramilitare neonazista Karpats'ka Sič, i quali starebbero fornendo addestramento militare ad alcuni militanti di Casapound.
In Germania ha rapporti con l'organizzazione neonazista Der III. Weg. In Grecia si relaziona con il partito neonazista Alba Dorata. In Spagna ha relazioni con il movimento neonazista "Hogar Social". In Russia ha relazioni con l'organizzazione neonazista "Wotan Jugend". In Portogallo si relaziona con l'organizzazione neonazista "Escudo Identitário".

## Analisi del fenomeno

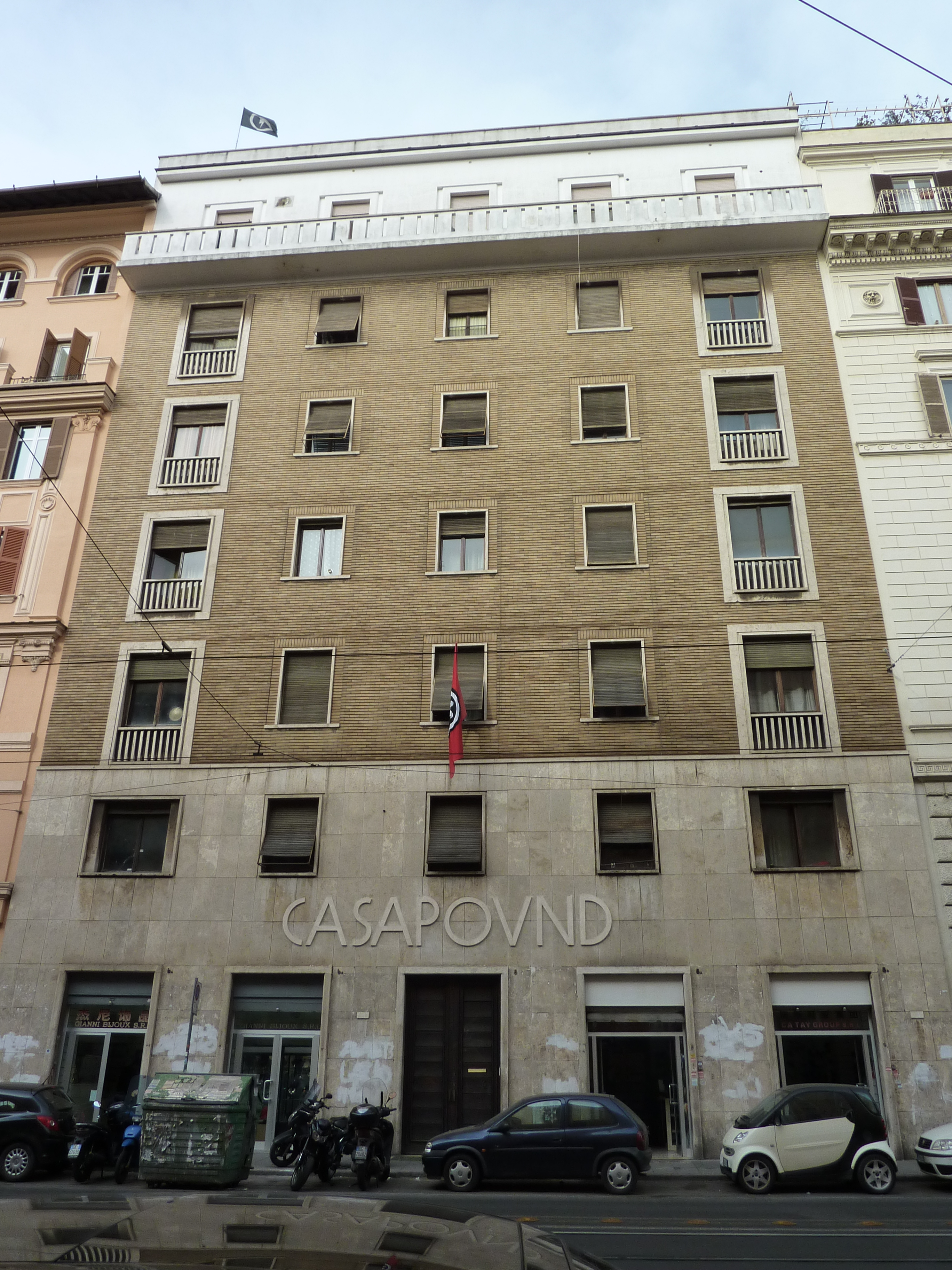
La sede di CasaPound a Roma

Secondo lo storico svizzero Aram Mattioli, il fenomeno di CasaPound sarebbe da inserirsi nel rifiorire in Italia di movimenti di destra radicale e revisionista successivamente al 1989, soprattutto allo "sdoganamento" della destra italiana avviato dal primo governo di Silvio Berlusconi del 1994-95 che coinvolse e legittimò il Movimento Sociale Italiano. Una ricerca universitaria del 2013 mette in relazione la crescita di CasaPound con il periodo di forte crisi economica attraversato dall'Italia. Una caratteristica di questo movimento, secondo il sociologo Emanuele Toscano, sarebbe quello di voler proporre "una diversa interpretazione del fascismo volta a superare la dicotomia destra-sinistra", come ribadito dalla stessa organizzazione, differenziandosi rispetto agli orientamenti classici dell'estrema destra. Tuttavia, è da rilevare come il rifiuto di una collocazione tradizionale sia stata una posizione molto diffusa nei decenni precedenti per una parte rilevante dei movimenti neofascisti in Italia come il FUAN-Caravella del 1968 e il successivo movimento Terza Posizione, tra i cui fondatori vi era Gabriele Adinolfi, in seguito vicino a CasaPound. Secondo lo storico tedesco Volker Weiss, «CasaPound è riuscita a creare un ambiente attraente per alcuni giovani fondendo cultura pop e neofascismo», mentre, secondo lo storico italiano Hannes Obermair, CasaPound sarebbe solamente «la caricatura del fascismo».

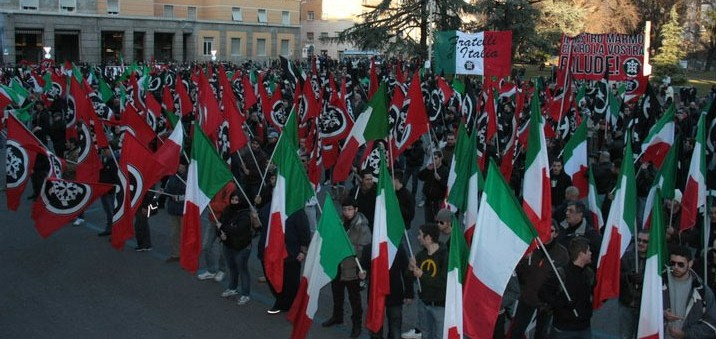
Manifestazione di CasaPound a Bolzano, contro il depotenziamento del Monumento alla Vittoria, avvenuto nel 2014

In una ricerca del think tank inglese Demos, CasaPound viene definito come «uno dei più interessanti e ambigui movimenti populisti emergenti in Europa negli ultimi anni». Scrive ancora «Tuttavia, nascosto dietro questo aspetto, si cela l'ombra di un'ala dell'estremismo di destra: il gruppo enfatizza lo scontro fisico e i loro commenti su forum e siti internet sono pieni di visioni estreme sull'immigrazione, antisemitismo, identità politica e nazionalista». Il nome, ispirato al poeta Ezra Pound, fa particolare riferimento ai suoi Cantos contro l'usura, alle posizioni economiche di critica tanto al capitalismo quanto al marxismo e alla sua adesione alla Repubblica Sociale Italiana. I riferimenti politici dell'associazione sono più precisamente legati all'ideologia fascista, con particolare attenzione al Manifesto di Verona, alla Carta del Lavoro e alla legislazione sociale del Fascismo stesso. Il simbolo scelto è una tartaruga stilizzata, dal guscio ottagonale.
(Intervista al leader di CasaPound Gianluca Iannone, 2011)
Sul modello dei centri sociali di destra e direttamente ispirati all'esperienza italiana di CasaPound nascono realtà simili anche in altri paesi europei, come Haus Montag in Germania e Casal Tramuntana e Hogar Social in Spagna.
In un rapporto del 13 luglio 2023, l'organizzazione antiestremista Global Project Against Hate and Extremism ha designato CasaPound Italia come partito neonazista, anti-immigrati, anti-LGBTQ+ e anti-rom.

### Attività e principali proposte

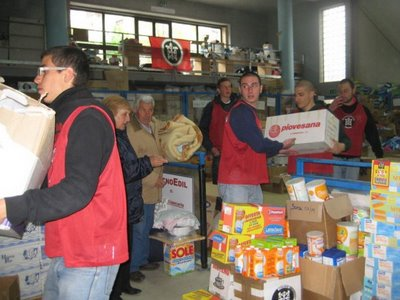
Militanti di CasaPound impegnati in Abruzzo nei giorni dell'emergenza terremoto dell'Aquila del 2009

Dal periodo di attività del primo centro sociale occupato in poi sono state organizzate iniziative e incontri culturali con diversi ospiti, tra cui Luca Telese, Nicolai Lilin, Antonio Pennacchi, esponenti della destra radicale italiana tra cui Gabriele Adinolfi e Giovanni Damiano, l'allora sottosegretario agli Esteri Stefania Craxi, l'ex-brigatista Valerio Morucci, la comunità cinese, l’ex ministro dell’economia Giulio Tremonti e la deputata del Partito Democratico Paola Concia. In occasione dell'incontro con la Concia, attivista per i diritti LGBT, CasaPound Italia si è dichiarata favorevole al riconoscimento di una forma di unioni civili anche per gli omosessuali, a differenza della maggior parte dei movimenti politici della destra italiana ed europea, pur esprimendosi in maniera contraria su matrimonio e adozioni. CasaPound inoltre si è dimostrata favorevole all'aborto libero così come all'eutanasia.
Nel corso degli anni CasaPound ha elaborato alcune proposte di legge promosse attraverso campagne nazionali di raccolta firme. La principale è quella del Mutuo Sociale, ispirata alla politica economica fascista del Manifesto di Verona, che prevede la costruzione con soldi pubblici di case popolari da vendere a famiglie italiane attraverso un mutuo che non passa attraverso le banche e pertanto senza interessi. Questa proposta viene discussa in vari consigli comunali e nel 2011 la Regione Lazio la inserisce all'interno del suo Piano Casa.
Altre proposte di legge elaborate dal movimento sono Tempo di essere madri, che chiede la riduzione dell'orario lavorativo a parità di retribuzione per le donne con figli di età compresa tra 0 e 6 anni, e Ferma Equitalia, che vuole limitare i poteri dell'agenzia di riscossione.

### Programma
Nel programma di CasaPound pubblicato dal Ministero dell'Interno nel 2013, il movimento propone un "controllo pubblico del sistema bancario e di quello monetario, la chiusura del mercato nazionale ai paesi che praticano concorrenza sleale, l'abolizione delle leggi sul precariato, il blocco dell'immigrazione e una nuova IRI per salvare le aziende in crisi". Più in dettaglio, il programma del 2018-2019 propone:
- economia: il divieto di privatizzazione del demanio e la ricostituzione di aziende di stato nei settori delle energie, delle telecomunicazioni e dei trasporti, e "per la gestione di tutte le risorse naturali (acqua, gas ecc) e della loro distribuzione", il "Ritorno all'energia termonucleare" con un supporto deciso alle rinnovabili, "la ricerca della piena occupazione tramite intervento dello Stato",
- lavoro: "l'immediata cancellazione della legge Fornero", la "socializzazione" obbligatoria in caso di fallimento o di licenziamenti collettivi, la "difesa della previdenza sociale pubblica (Inps) e dell'assistenza medica gratuita", l'"abolizione del ticket";
- cultura: rivalutazione del lavoro manuale, "creazione di un Ente che coordini l'intera produzione culturale nazionale in ogni ambito e settore" e di "istituto statale di formazione della classe dirigente", rilancio dell'Istituto Luce Cinecittà, abolizione della Legge Merlin e liberalizzazione del settore (par. 12), "rifondazione culturale dell'Umanesimo del Lavoro, secondo l'ispirazione fondamentale di Giovanni Gentile";
- istruzione: "l'adozione di un libro unico per ogni materia a livello regionale", l'esclusione dell funzione educativa e scolastica da chi è "portatore di interessi particolaristici (economici o confessionali),
- tasse: la detassazione completa dei redditi delle persone fisiche al di sotto dei 15.000 euro, "eliminazione dei privilegi fiscali a favore della Chiesa cattolica, con esclusione dei soli edifici destinati esclusivamente al culto", il dimezzamento della pressione fiscale al 70% per le imprese, l'impignorabilità assoluta dell'abitazione principale, un'assicurazione RC Auto statale e popolare;
- immigrazione: ius sanguinis in Costituzione, "blocco dei fondi destinati alle associazioni parassitarie che dietro alle politiche d'accoglienza mascherano i propri interessi economici, religiosi o ideologici", accordi bilaterali di rimpatrio e impiego dei migranti per le opere pubbliche nel Paese d'origine
- famiglia: Reddito Nazionale di Natalità di 500 euro mensili, asili nido pubblici, mutuo sociale per l'acquisto della casa, "riduzione, per uno dei due genitori con figli di età compresa tra 0 e 6 anni, del consueto orario lavorativo da 8 ore a 6 ore al giorno", sistema di deduzione delle spese.

## Critiche e controversie

### Accuse di apologia del fascismo

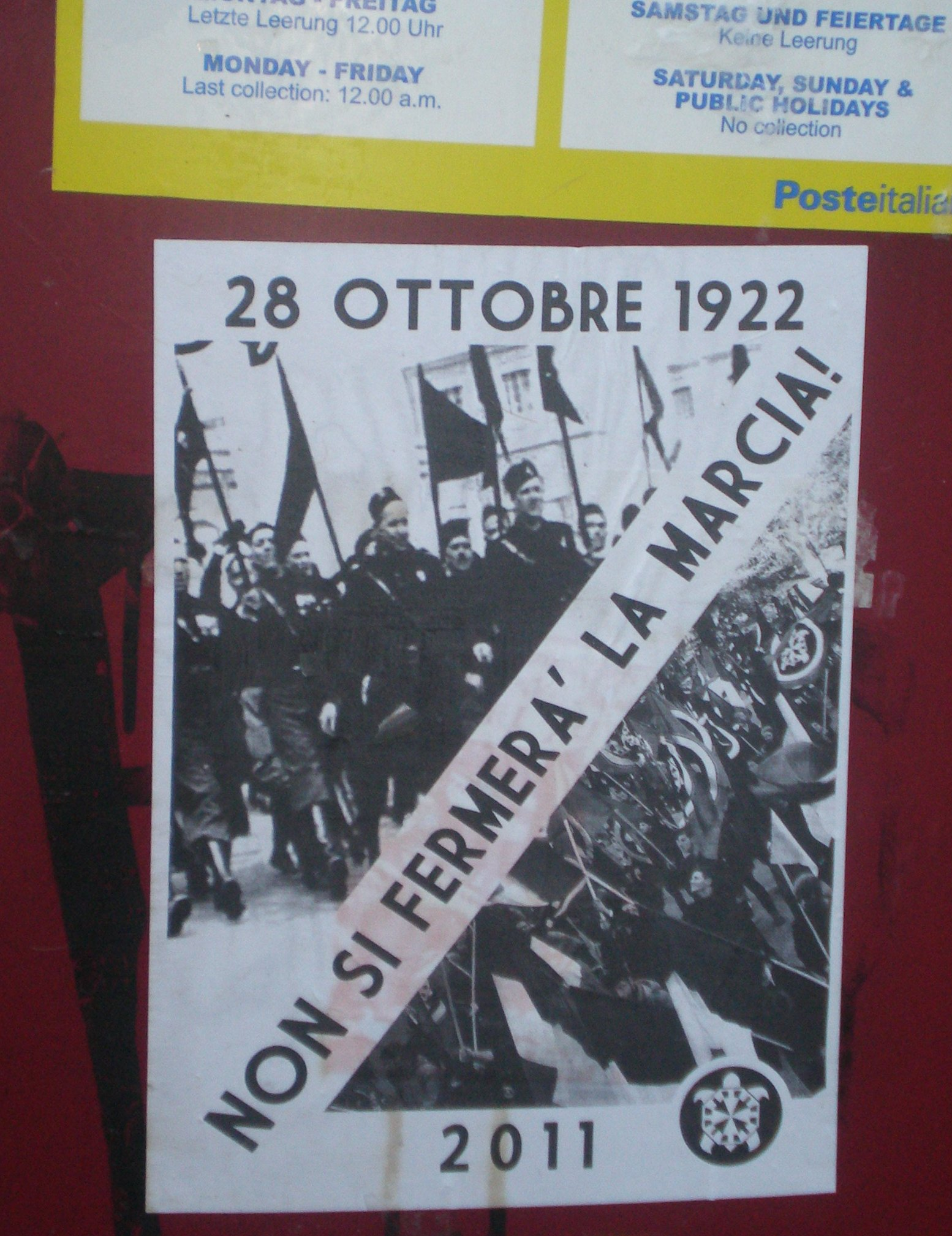
Manifesto di CasaPound dell'ottobre 2011, celebrante la Marcia su Roma.

A causa dell'esplicito richiamo all'ideologia e alla storia del fascismo, CasaPound è stata oggetto di numerose critiche e contestazioni. In particolare sono state presentate interrogazioni da parte di parlamentari del PD in materia di propaganda fascista e sull'attività e le violenze dell'articolazione studentesca del movimento. Lo scrittore Erri De Luca ha sottoscritto una raccolta di firme contro la presenza di CasaPound e Blocco Studentesco nei luoghi della formazione. Numerose contestazioni si sono verificate all'apertura delle sedi del movimento in varie città d'Italia da parte di associazioni (l'ANPI in particolare), partiti politici, gruppi e comitati antifascisti.
L'11 dicembre 2018, la Procura di Bari ha disposto la chiusura della sede locale del partito per i reati di riorganizzazione del disciolto partito fascista, manifestazione fascista e aggressione a manifestanti che avevano preso parte a un corteo antifascista e antirazzista. Dei manifestanti, tre sono rimasti feriti.

### Ezra Pound
L'aver adottato Ezra Pound come simbolo del movimento ha provocato polemiche sull'opportunità dell'operazione da parte della figlia del poeta statunitense, Mary de Rachewiltz, che ha lamentato una distorsione del significato del lavoro di Ezra Pound parlando apertamente di una “indebita appropriazione” dell'immagine del padre. Nel dicembre 2011, a seguito dei due omicidi razzisti avvenuti a Firenze da parte di un simpatizzante del movimento, la figlia di Ezra Pound ha dichiarato a The Guardian e al Corriere della Sera di procedere per le vie legali in quanto ritiene infangato il nome di suo padre e affermando che: «Un'organizzazione politica compromessa come questa non ha nulla a che fare con il nome Pound». Successivamente alla causa intentata dalla figlia del poeta statunitense, il partito decise di cambiare preventivamente per ventiquattro ore il proprio nome in CasaBene, in omaggio all'artista teatrale Carmelo Bene, ricevendo una diffida dalla vedova e dalla figlia del celebre attore e regista. Il 10 giugno 2016 il tribunale di Roma ha dato ragione a CasaPound rigettando le contestazioni di Mary de Rachewiltz in quanto "il nome CasaPound è diverso e autonomo rispetto al nome Ezra Pound" e l'associazione CasaPound non "ha in alcun modo legittimato l'uso della violenza sotto il nome del poeta Pound".

### Occupazione abusiva di immobili
Dal dicembre 2003 CasaPound occupa, in modo abusivo, in una zona centrale di Roma, un edificio pubblico di sessanta vani, composto da almeno una ventina di appartamenti in cui i dirigenti di CasaPound hanno messo a vivere i propri familiari e amici. Casapound dichiara che gli occupanti sono soggetti in emergenza abitativa, le verifiche della Guardia di Finanza rilevano invece che sono economicamente autosufficienti.

### Scontri ed episodi di violenza

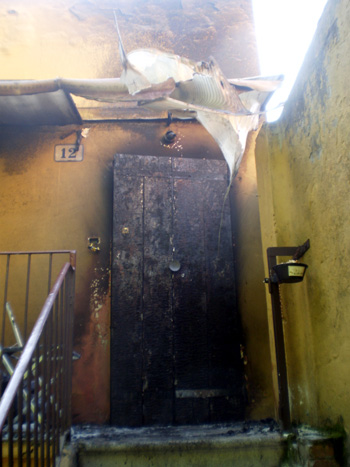
L'ingresso della sede di CasaPound a Bologna danneggiato da un attentato incendiario nel 2009

Nel corso degli anni CasaPound si è trovata al centro di svariati episodi di violenza. Dal 2011 a febbraio del 2016, fra militanti e simpatizzanti di CasaPound, sono stati arrestati in 20; nello stesso periodo i denunciati sono stati 359. Numerose sono le aggressioni che gruppi, partiti e associazioni di sinistra denunciano di aver subito da esponenti di CasaPound.
Il fondatore e presidente dell'associazione Gianluca Iannone nel 2009 è stato condannato in primo grado a 4 anni per aggressione ai danni di un carabiniere in borghese durante una rissa il 25 aprile 2004. Sempre Iannone, insieme con altri membri di CasaPound, aggredisce a Viterbo il giornalista Filippo Rossi, accusandolo di diffamazione nei confronti dell'organizzazione.
Durante le proteste di ottobre 2008 contro la riforma Gelmini, i giovani del Blocco Studentesco parteciparono alle manifestazioni, divenendo protagonisti di scontri fra studenti a Piazza Navona durante il presidio del 29 ottobre presso il Senato. Legata a questo episodio vi è anche l'irruzione dei militanti di CasaPound Italia negli studi Rai di via Teulada a Roma la notte del 4 novembre 2008 per protestare contro la ricostruzione dei fatti operata dalla trasmissione Chi l'ha visto?.
Il 13 dicembre 2011 a Firenze un militante e collaboratore di CasaPound, Gianluca Casseri, uccise due venditori ambulanti di origine senegalese, ferendone gravemente un terzo, per poi togliersi la vita poco prima di essere catturato dalle forze dell'ordine.
Il 14 aprile 2011 Andrea Antonini, Consigliere Circoscrizionale del XX Municipio di Roma e vicepresidente di CasaPound fu gambizzato da ignoti. Le indagini si concentrarono su diverse piste senza però giungere a nessuna conclusione concreta. Nel 2012 Alberto Palladino, dirigente di CasaPound Italia del IV Municipio di Roma, viene condannato a 2 anni e 8 mesi per l'aggressione ad alcuni esponenti dei Giovani Democratici la notte del 2 novembre 2011.
Nel dicembre 2013, nell'ambito della protesta estesa capeggiata dal Movimento dei Forconi, un centinaio di attivisti dell'associazione ha manifestato davanti alla sede romana dell'Unione europea. In questo contesto si sono verificati scontri con le forze dell'ordine intervenute in assetto antisommossa. Tra le persone poste in stato di fermo dalla polizia vi fu anche il vicepresidente di CasaPound, Simone Di Stefano, che venne arrestato e poi condannato con l'accusa di furto pluriaggravato per aver sottratto come gesto dimostrativo la bandiera della UE sostituendola con quella tricolore. Nel settembre 2016 Di Stefano viene nuovamente arrestato nel corso dello sfratto di due famiglie che occupavano abusivamente uno stabile, al quale CasaPound ha opposto resistenza tramite il lancio di uova, bottiglie, vernice e oggetti metallici.

### Manipolazione di Wikipedia
Un'inchiesta giornalistica del 2016 documentava un'opera di manipolazione sistematica di Wikipedia da parte di Casapound per migliorare la propria immagine, eliminando fatti o riferimenti sgraditi ad essa collegati, presenti sull'enciclopedia. Questa attività è stata svolta almeno dal 2011, e organizzata tramite un gruppo Facebook segreto chiamato "Notre avant-guerre" (il nostro anteguerra), frase tratta dall'omonimo libro pubblicato nel 1941 da Robert Brasillach, scrittore francese collaborazionista del regime nazista. Il coordinatore di "Notre avant-guerre" è il portavoce della sezione di Pistoia di Casapound Lorenzo Berti. Le pagine interessate, oltre a quella della stessa Casapound, sono Blocco Studentesco e Zetazeroalfa. Berti, il quale agiva sotto il nome account "Pietro Chiocca", preparava gli altri attivisti del gruppo su come agire per non destare sospetti nella comunità di Wikipedia, dato che nel corso del tempo diversi membri dell'organizzazione erano stati banditi dall'enciclopedia.

### Altre
Hanno suscitato polemiche le aperture nei confronti di personalità del mondo della cultura e della politica contemporanea culturalmente più affini alla sinistra politica come Che Guevara, Hugo Chávez, Pier Paolo Pasolini, Peppino Impastato, Hugo Pratt, Rino Gaetano, Fabrizio De André, Bobby Sands e il già citato Carmelo Bene.
Il 9 settembre 2019, i social network Facebook e Instagram cancellano la pagina ufficiale di Casapound così come quella di Forza Nuova, nonché diversi profili personali affiliati: Facebook affermerà che "le persone e le organizzazioni che diffondono odio" non possono essere presenti sulle sue piattaforme.
Il 12 dicembre 2019, il Tribunale Civile di Roma ordina a Facebook la riattivazione della pagina, condannando il social network al pagamento di 15.000 € per spese processuali. Nelle motivazioni della sentenza si legge "è evidente il rilievo preminente assunto da Facebook con riferimento all'attuazione di principi cardine essenziali dell'ordinamento come quello del pluralismo dei partiti politici (49 Cost), al punto che il soggetto che non è presente su Facebook è di fatto escluso (o fortemente limitato) dal dibattito politico italiano (...)". Ne deriva che l'esclusione di Casapound secondo la sentenza "è in contrasto con il pluralismo" poiché "elimina o fortemente comprime la possibilità" per il movimento "di esprimere i propri messaggi politici". Nel dicembre 2022, il Tribunale di Roma, con la sentenza di primo grado, ha riconosciuto il diritto di Meta di oscurare la pagina Facebook di CasaPound.

## Risultati elettorali
| Elezione                        | Elezione                        | Voti        | %           | Seggi   |
| ------------------------------- | ------------------------------- | ----------- | ----------- | ------- |
| Politiche 2013                  | Camera                          | 47 911      | 0,14        | 0 / 630 |
| Politiche 2013                  | Senato                          | 40 716      | 0,13        | 0 / 315 |
| Politiche 2018                  | Camera                          | 312 432     | 0,95        | 0 / 630 |
| Politiche 2018                  | Senato                          | 259 718     | 0,86        | 0 / 315 |
| Europee 2019 (con Destre Unite) | Europee 2019 (con Destre Unite) | 89 142      | 0,33        | 0 / 76  |
| Politiche 2022                  | Camera                          | in Italexit | in Italexit | 0 / 400 |
| Politiche 2022                  | Senato                          | in Italexit | in Italexit | 0 / 200 |

## Iscritti
| Anno | Anno | Iscritti | Iscritti |
| ---- | ---- | -------- | -------- |
| 2015 | 2015 | 2 000    | 2 000    |
| 2017 | 2017 | 20 000   | 20 000   |